# 迦陵大楼

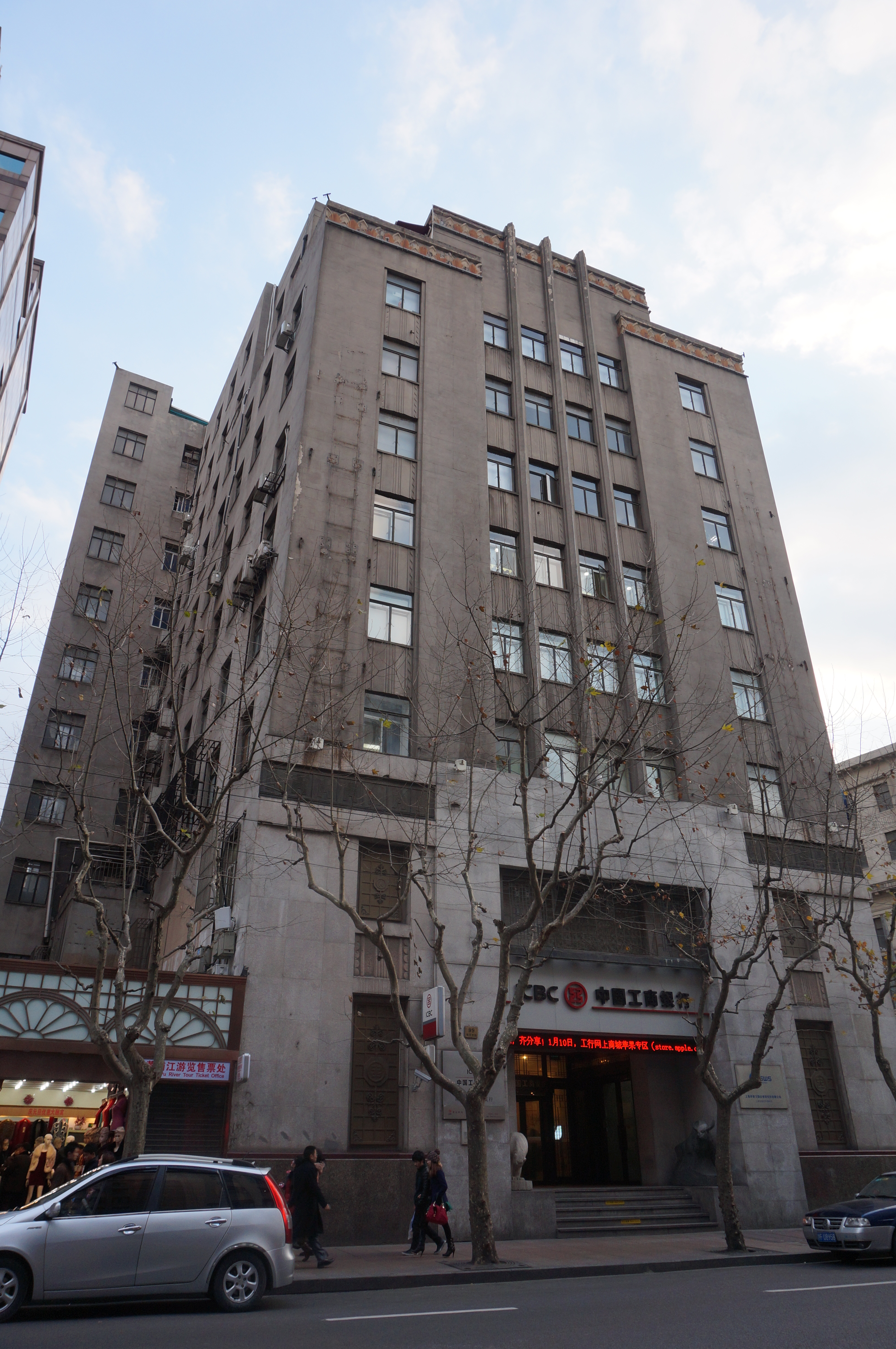
嘉陵大楼

迦陵大楼（Jialing Office Building），现名嘉陵大楼，是中国上海黄浦区一幢优秀近代建筑，昔日属于上海公共租界中区，坐东朝西，正门位于四川中路346号，侧门为南京东路99号。

## 歷史沿革
迦陵大楼占地1084平方米，所在地原是英资福利公司，1930年由英国籍犹太富商哈同收购，于是福利公司迁至对面的南京路114号。后拆除原有建筑，改建高层大厦。大楼以女主人罗迦陵命名，1937年12月竣工。设计者是英资德和洋行与世界实业公司。大楼南高北低，部分8层和10层，最高南部13层。建筑外形简洁，顶端略有装饰，属于典型的现代主义风格。建筑面积10110平方米。建成以后，美国大通银行租用了底层，其他楼层出租给洋行。 
1941年太平洋战争爆发后，此楼作为敌国侨民产业被日军占领。二战结束后，1947年哈同遗产案审理结案，由哈同的义子大卫·乔治·哈同收回此楼。不久大卫将此楼出售给中央银行总裁孔祥熙。孔祥熙在二楼开设嘉陵股份公司。1950年，房管部门接管此楼，将其改称为嘉陵大楼，由中国船舶与海洋工程设计研究院租用。目前为工商银行上海市分行黄浦区支行使用。
1994年，上海市政府将该楼列为第二批上海市优秀近代建筑，为外滩历史文化风貌区的组成部分。